# Osredek pri Trški Gori
Osredek pri Trški Gori este o localitate din comuna Krško, Slovenia, cu o populație de 23 de locuitori.